# Час і сім'я Конвей
«Час і сім'я Конвей» (рос. «Время и семья Конвей») — російський радянський фільм режисера  Володимира Басова за однойменною п'єсою англійського драматурга  Джона Прістлі , знятий у 1984 році.

## Сюжет
Англійське містечко Ньюлінгхем недалеко від Лондона, незабаром після закінчення Першої світової війни. У заможній родині Конвей святкується повноліття доньки Кей, на яке збираються всі діти місіс Конвей, що недавно овдовіла. Війна закінчена, всі сповнені райдужних надій — Мейджі збирається боротися за соціальну справедливість і сподівається залучити до цього друга сім'ї Джералда, Кей збирається стати знаменитою письменницею, наймолодша Керол мріє стати акторкою, а красуні Хезел всі пророкують вдалий шлюб. Улюбленець матері і герой війни Робін збирається зайнятися бізнесом, і навіть від тюхтія Алена очікують, що він зробить кар'єру на цивільному терені. Джералд приводить до будинку починаючого підприємця Ернеста Біверса, який від хвилювання мне в руках свій капелюх…
Проходить 18 років. У будинку знову збираються члени сім'ї Конвей — крім Керол, яка вже померла. Реальність виявилася суворішою, ніж здавалося багато років тому. Кей змушена займатися журналістикою; Мейджі залишилася старою дівою, і не досягла мрії — посади начальниці гімназії; Ален залишився дрібним муніципальним службовцем, що до сих пір живе з матір'ю; Хезел була змушена одружитися з Біверсом, на якого в молодості навіть не хотіла звертати уваги. А Робін вдало пустив за вітром гроші, які йому давала місіс Конвей, безмежно вірячи в сина, і в підсумку йому зараз потрібно терміново вирішувати неприємні фінансові питання. Біверс може допомогти, однак він в різкій формі відмовляється це робити, і місіс Конвей дає йому ляпас, після чого Ернест йде з дому. За ним слідує і його дружина… Нічого до пуття не вирішивши, члени сім'ї розходяться, залишаються лише Ален і Кей, яка в розмові з братом зауважує: «У світі існує злий дух, який ми називаємо Час».

## У ролях
- Руфіна Ніфонтова —  місіс Конвей
- Володимир Басов —  Ернест Біверс через двадцять років
- Володимир Басов —  Ернест Біверс в юності
- Маргарита Володіна —  Кей через двадцять років
- Марія Володіна —  Кей в юності
- Інга Будкевич —  Хезел Конвей через двадцять років
- Вероніка Ізотова —  Хезел в юності
- Євген Леонов —  Ален Конвей через двадцять років
- Андрій Леонов —  Ален Конвей в юності
- Олег Табаков —  Робін Конвей через двадцять років
- Антон Табаков —  Робін Конвей в юності
- Ірина Скобцева —  Мейджі через двадцять років
- Олена Бондарчук —  Мейджі в юності
- Маріанна Стриженова —  Джоан Гелфорд через двадцять років
- Наталія Стриженова —  Джоан Гелфорд в юності
- Ростислав Янковський —  Джералд Торнтон через двадцять років
- Ігор Янковський —  Джералд Торнтон в юності
- Ірина Шмельова —  Керол Конвей

## Знімальна група
- Сценарист і режисер — Володимир Басов
- Оператор — Анатолій Петрицький
- Композитор — Веніамін Баснер
- Художник — Олексій Пархоменко